# Ready or Not (videohra)
Ready or Not je taktická střílečka z pohledu první osoby vyvinutá a vydaná studiem VOID Interactive. Vyšla 18. prosince 2021 v předběžném přístupu pro Microsoft Windows a 13. prosince 2023 v plné verzi.

## Hratelnost
Ready or Not lze hrát v sólové kampani s umělou inteligencí, nebo v kooperaci s hráči. Nově v plné verzi byla přidána příběhová kampaň pro jednoho hráče, která obsahuje 18 misí. 
Ready or Not cílí na realistický zážitek, hráč se musí řídit podle realistických pravidel, tudíž nemůže střílet po každém, koho uvidí. Podezřelé je nutné zajistit a ohlásit, ozbrojené pachatele zatknout (pokud jsou stále naživu) a zbraně zajistit. Je nutné mít taktiku, jež obsahuje správný výběr zbraní, brnění, vybavení, taktický postup objektem a plnění questů. V sólo kampani lze dávat rozkazy umělé inteligenci.
Lze si vybrat smrtící zbraně, jako útočné pušky nebo brokovnice a postranní zbraň. Druhá možnost je si vybrat tzv. méně smrtelné zbraně, jako R7 Launcher nebo taser. Pokud si hráč vybere druhou možnost, může dostat nejvyšší hodnocení (pokud nikdo nebude zabit), což se smrtícími zbraněmi není prakticky možné. Brnění je rozděleno na lehké, těžké a Anti-stab. Lehké brnění nabízí menší ochranu, ale větší místo pro zásobníky, těžké naopak nabízí větší ochranu ale menší místo na zásobníky, ale omezí rychlost pohybu. Anti-stab vesta má nejvíce místa na zásobníky, ale nabízí nejmenší ochranu. Další možnost je si vybrat kevlarový, keramický či ocelový materiál. Kevlar je nejlehčí, ale vydrží jen pár střel, keramický materiál vydrží několik o trochu více než kevlar. Ocelový vydrží nejvíce, ovšem snižuje rychlost pohybu a nepřátelská palba je cítit v podobě rozmazání obrazovky. Každé brnění má své nevýhody i výhody, ale je důležitou součástí různých taktik.

## Problém s publikováním
Dne 16. června 2022 byla hra Ready or Not odstraněna ze Steamu kvůli podané žádosti na zastavení šíření pro porušení ochranné známky související s misí v nočním klubu. Zprávy z médií naznačovaly, že mise souvisí s výročím střelby v nočním klubu Pulse v roce 2016. VOID nikdy informaci nepotvrdil. Hra se vrátila na Steam 18. června s odstraněnými prvky, jež porušovaly autorská práva.